# Municipio de Torrey
El municipio de Torrey (en inglés: Torrey Township) es un municipio ubicado en el condado de Cass en el estado estadounidense de Minnesota. En el año 2010 tenía una población de 155 habitantes y una densidad poblacional de 1,75 personas por km².

## Geografía
El municipio de Torrey se encuentra ubicado en las coordenadas 47°12′50″N 93°52′8″O / 47.21389, -93.86889. Según la Oficina del Censo de los Estados Unidos, el municipio tiene una superficie total de 88.57 km², de la cual 82,22 km² corresponden a tierra firme y (7,17 %) 6,35 km² es agua.

## Demografía
Según el censo de 2010, había 155 personas residiendo en el municipio de Torrey. La densidad de población era de 1,75 hab./km². De los 155 habitantes, el municipio de Torrey estaba compuesto por el 98,06 % blancos, el 1,29 % eran amerindios y el 0,65 % eran de una mezcla de razas. Del total de la población el 0 % eran hispanos o latinos de cualquier raza.